# Europatrilogin
Europatrilogin är en trio filmer regisserade av Lars von Trier mellan 1983 och 1991. Dessa är:
- The Element of Crime (1983)[1]
- Epidemic (1987)
- Europa (1991)[2]

Filmerna är tänkta att belysa de faror som Europa kan tänkas möta i framtiden.